# Вікеке
Віке́ке (тетум Vikeke, порт. Viqueque) — місто на південному сході центральної частини Східного Тимору. Розташоване на висоті 140 м над рівнем моря, за 95 км на південний схід від столиці держави, міста Ділі та за 44 км на південь від міста Баукау (по прямій). Відстань до Ділі по дорогах становить 183 км.
Населення підокруги Вікеке за даними на 2012 рік становить 24 387 осіб; за даними на 2004 рік воно налічувало 20 640 осіб. Велика частина населення говорить на одному з діалектів мови тетум. Середній вік населення — 18,4 років.